# Comunità montana Valle Stura
La Comunità montana Valle Stura era una comprensorio montano formata dai comuni di: Aisone, Argentera, Borgo San Dalmazzo, Demonte, Gaiola, Moiola, Pietraporzio, Rittana, Roccasparvera, Sambuco, Valloriate, Vignolo e Vinadio.

## Storia
La Comunità montana Valle Stura fu l'unica comunità montana della provincia di Cuneo che nel riordino del 2011 non venne soggetta ad accorpamento con altri enti; l'unica novità risultò essere l'inserimento dei territori appartenenti ai Comuni di Vignolo e Cervasca.
L'ente è stato soppresso, insieme alle altre comunità montane del Piemonte, con la Legge regionale 28 settembre 2012, n. 11.